# Lucia Popp
Lucia Popp (født 12. november 1939 i Záhorská Ves i Slovakiet, død 16. november 1993 i München i Tyskland) var en slovakisk opera sopran.
Popp studerede drama på Bratislava akademiet og tog samtidig sangundervisning. Hun debuterede i operaen Tryllefløjten i Bratislava.
Hun blev i 1963 inviteret til Wien af dirigenten Herbert von Karajan for at synge i Wiener Staatsoper, som kom til at betyde meget for hendes karriere.
Popp var en strålende fortolker af Wolfgang Amadeus Mozart, Edvard Grieg, Richard Strauss og Franz Schubert.
Hun sang mange partier i Mozarts operaer som Tryllefløjten og Figaros bryllup.
Popp arbejdede med store dirigenter som Otto Klemperer, Herbert von Karajan og Leonard Bernstein.
Lucia Popp var i sit første ægteskab gift med dirigenten Georg Fischer og i sit andet ægteskab med den 15 år yngre tenor Peter Seiffert.

## Indspilninger
En række af hendes indspilninger er udgivet på pladeselskaberne EMI, Deutsche Grammophon og Phillips og Hyperion.